# اليامي هيل
اليامي هيل (بالإنجليزية: Al Hill)‏ هو ممثل أمريكي، ولد في 14 يوليو 1892 بنيويورك في الولايات المتحدة، وتوفي في 14 يوليو 1954 بلوس أنجلوس في الولايات المتحدة.

## وصلات خارجية
- اليامي هيل على موقع IMDb (الإنجليزية)
- اليامي هيل على موقع قاعدة بيانات الفيلم (الإنجليزية)